# Jim Bunning
James Paul David Bunning, mais conhecido como Jim Bunning (Southgate, 23 de outubro de 1931 – Fort Thomas, 26 de maio de 2017) foi um político norte-americano, senador pelo estado de Kentucky, e jogador de basebol, sendo arremessador da Major League Baseball, onde atuou pelo Detroit Tigers e pelo Philadelphia Phillies. Era membro do Partido Republicano. Quando se aposentou do esporte possuia o segundo maior número de strikeouts de um jogador da Major League Baseball (atualmente é 17º). Foi introduzido no Hall da Fama do Basebol em 1996. Em julho de 2009 anunciou que não se candidataria à reeleição em 2010 devido às dificuldades para conseguir arrecadar fundos para a campanha. Foi membro da Câmara dos Representantes dos Estados Unidos entre 1987 e 1999.

## Biografia
Nascido em 23 de outubro de 1931, no estado americano do Kentucy, é filho de Gladys e de Louis Aloysius Bunning.

### Carreira política
Bunning foi, por seis mandatos, congressita do Kentucy, até ser eleito senador pelo mesmo Estado, cargo que ocupou até 3 de janeiro de 2011.

### Carreira esportiva
Após arremessar pelo Xavier Musketeers como calouro, Bunning assinou um contrato profissional com o Detroit Tigers, embora continuasse a frequentar a Xavier. Bunning jogou nas ligas menores de 1950 até 1954 e parte da temporada de 1955. seu primeiro jogo nas grandes ligas foi em 20 de julho de 1955, com o Detroit Tigers. Bunning arremessou seu primeiro no-hitter em 20 de julho de 1958, pelo Detroit Tigers contra o Boston Red Sox. Em 2 de agosto de  1959, Bunning eliminou por strikeout três jogadores em nove arremessos durante a nona entrada na derrota por 5 a 4 contra o Boston Red Sox, se tornando o quinto arremessador da American League e o décimo na história da Major League a conseguir o feito.
O jogo perfeito de Bunning foi o primeiro por um arremessador da National League em 84 anos. Foi também o primeiro no-hitter de um arremessador do  Phillies desde o no-hitter de Johnny Lush contra o Brooklyn Superbas em 1º de maio de 1906. Ele é um dos sete jogadores a ter arremessado um jogo perfeito e um no-hitter, sendo os outros Randy Johnson, Sandy Koufax, Addie Joss, Cy Young, Mark Buehrle e seu companheiro de equipe nos Phillies, Roy Halladay, cujo no-hitter aconteceu no Jogo 1 da National League Division Series de 2010. Ele é um dos cinco jogadores a ter arremessado um no-hitter em ambas ligas, sendo os outros Young, Johnson, Nolan Ryan e Hideo Nomo. Bunning foi o primeiro arremessador a conseguir um no-hitter em ambas as ligas, vencer 100 jogos em ambas ligas e conseguir 1.000 strikeouts também em ambas ligas.
Em 1984, Bunning foi eleito para o Philadelphia Baseball Wall of Fame. Em 1996 foi eleito para o  Hall of Fame através do Veterans Committee. Em 2001, seu número 14 do uniforme foi aposentado pelos Phillies.
Após sua aposentadoria como jogador, Bunning iniciou sua carreira como treinador nas ligas menores pelos Phillies. Ele treinou os times Reading Phillies, Eugene Emeralds, Toledo Mud Hens e Oklahoma City 89ers de 1972 até 1976.

### Vida pessoal
Bunning era casado, desde 1952, com Mary Catherine Theis, com quem teve cinco filhas e quatro filhos.

## Morte
Bunning morreu em um hospital de Fort Thomas, Kentucky, em 26 de maio de 2017, aos 85 anos, em decorrência de um derrame sofrido em outubro de 2016.